# Montaguto
Montaguto is een gemeente in de Italiaanse provincie Avellino (regio Campanië) en telt 550 inwoners (31-12-2004). De oppervlakte bedraagt 18,2 km², de bevolkingsdichtheid is 32 inwoners per km².

## Demografie
Montaguto telt ongeveer 272 huishoudens. Het aantal inwoners daalde in de periode 1991-2001 met 22,0% volgens cijfers uit de tienjaarlijkse volkstellingen van ISTAT.
| Jaar | Inwoneraantal |
| ---- | ------------- |
| 1991 | 740           |
| 2001 | 577           |

## Geografie
Montaguto grenst aan de volgende gemeenten: Greci, Orsara di Puglia (FG), Panni (FG), Savignano Irpino.
Aiello del Sabato · Altavilla Irpina · Andretta · Aquilonia · Ariano Irpino · Atripalda · Avella · Avellino · Bagnoli Irpino · Baiano · Bisaccia · Bonito · Cairano · Calabritto · Calitri · Candida · Caposele · Capriglia Irpina · Carife · Casalbore · Cassano Irpino · Castel Baronia · Castelfranci · Castelvetere sul Calore · Cervinara · Cesinali · Chianche · Chiusano di San Domenico · Contrada · Conza della Campania · Domicella · Flumeri · Fontanarosa · Forino · Frigento · Gesualdo · Greci · Grottaminarda · Grottolella · Guardia Lombardi · Lacedonia · Lapio · Lauro · Lioni · Luogosano · Manocalzati · Marzano di Nola · Melito Irpino · Mercogliano · Mirabella Eclano · Montaguto · Montecalvo Irpino · Montefalcione · Monteforte Irpino · Montefredane · Montefusco · Montella · Montemarano · Montemiletto · Monteverde · Montoro · Morra De Sanctis · Moschiano · Mugnano del Cardinale · Nusco · Ospedaletto d'Alpinolo · Pago del Vallo di Lauro · Parolise · Paternopoli · Petruro Irpino · Pietradefusi · Pietrastornina · Prata di Principato Ultra · Pratola Serra · Quadrelle · Quindici · Rocca San Felice · Roccabascerana · Rotondi · Salza Irpina · San Mango sul Calore · San Martino Valle Caudina · San Michele di Serino · San Nicola Baronia · San Potito Ultra · San Sossio Baronia · Sant'Andrea di Conza · Sant'Angelo a Scala · Sant'Angelo all'Esca · Sant'Angelo dei Lombardi · Santa Lucia di Serino · Santa Paolina · Santo Stefano del Sole · Savignano Irpino · Scampitella · Senerchia · Serino · Sirignano · Solofra · Sorbo Serpico · Sperone · Sturno · Summonte · Taurano · Taurasi · Teora · Torella dei Lombardi · Torre Le Nocelle · Torrioni · Trevico · Tufo · Vallata · Vallesaccarda · Venticano · Villamaina · Villanova del Battista · Volturara Irpina · Zungoli
1. ↑  https://demo.istat.it/?l=it.